# Helichus tenuior
Helichus tenuior is een keversoort uit de familie ruighaarkevers (Dryopidae). De wetenschappelijke naam van de soort werd in 1912 gepubliceerd door Henry Frederick Wickham.